# Axinidris occidentalis
Axinidris occidentalis är en myrart som beskrevs av Steven O. Shattuck 1991. Axinidris occidentalis ingår i släktet Axinidris och familjen myror. Inga underarter finns listade.